# ゼルダ無双
『ゼルダ無双』（ゼルダむそう、英題:Hyrule Warriors）は、コーエーテクモゲームスより2014年8月14日に発売されたWii U用アクションゲーム。同社の無双シリーズと任天堂の「ゼルダの伝説シリーズ」とのコラボレーション作品。多くの敵キャラを蹴散らす爽快アクションに「注目」、アイテムを使った攻撃などの要素が加えられている。
2016年1月21日にはWii U版をベースに独自の機能を備えたニンテンドー3DS版『ゼルダ無双 ハイラルオールスターズ』が、2018年3月22日にはWii U版と3DS版の全要素に新要素を加えた『ゼルダ無双 ハイラルオールスターズ DX』が発売された。以降、特記のない限りオリジナル版であるWii U版について記述する。

## システム
本作はWii U GamePadとテレビ画面、それぞれに表示されたキャラクターを操作するマルチプレイが可能である。
世界観に関して、他のシリーズ作品とのつながりは言及されていないが、黒の魔女シアの力によって時空が歪められ、異なる世界・時代が召喚されたとされており、往年のシリーズ作品から『時のオカリナ』『トワイライトプリンセス』『スカイウォードソード』のキャラクターやステージが多数登場する。
戦闘の仕組みとして、プレイヤーキャラは各戦場で戦う軍勢の指揮官となり、敵兵軍団と戦いながら各戦場で与えられたミッションをこなしていく。ステージ上の勝利条件を満たせばステージクリア。プレイヤーキャラの体力が0になる・ミッション失敗・制限時間オーバー・味方本拠地陥落・味方側総大将敗走のいずれかでゲームオーバーとなる。
砦
戦場のあちこちには新たな兵士が増援として召喚され、相手勢力の進軍を阻害する砦がある。砦内部には敵味方のどちらが制圧しているかを示す菱形のシンボルがある（赤だと敵側、青だと味方側の砦）。砦の兵士が倒されることで砦勢力ゲージが減少し、ゲージが0になると出現する「砦ボス」と呼ばれる上級兵士が撃破されれば、その砦は攻め込んだ勢力のものとなっている。味方側の砦が敵勢力に奪われても、再度砦ボスを撃破すれば奪還できる。
砦のうち2つは各勢力の本拠地となっており、自軍の本拠地が陥落すると敗北となるが、ステージによっては相手側の本拠地を制圧すれば勝利になる場合もある。
拠点と拠点兵長
砦の外にも各エリアにシンボルが設置された「拠点」が存在し、砦と同じように増援兵が召喚されている。拠点には所有勢力の「拠点兵長」と呼ばれる上級兵士が周辺を守っているが、拠点兵長が倒されるとその拠点は陥落し、新たに相手側勢力の拠点兵長が配置される。
ピンチの味方の救援
味方側の部隊長や指揮官の体力がある程度減ってくるとプレイヤーに救援を要請してくることがある。ピンチ状態の部隊長・指揮官の周辺にあるサークルに入ることで救援が成立し、体力が回復する。
第三勢力
ミッションやシナリオなどによっては味方軍・敵軍の他に第三勢力(黄色のシンボル)が存在することがある。シナリオによっては、敵味方どちらかの軍に合流する。
アドベンチャーモードでは第三勢力がメインとなるシナリオも存在する。
ウィークポイント
上級の敵（部隊長・キャラクター・巨大魔獣）には特定の攻撃を放つか受けた後に六角形の「ウィークポイントゲージ」が表示される。この間の連続攻撃によってゲージを減らし切ることで、相手に大ダメージを与える「ウィークポイントスマッシュ」が発動する。
必殺技
広範囲の敵を一掃する強力な攻撃で、必殺技の命中が確定した敵が白く光るようになっている。ゲージ1本を消費して発動する。敵を攻撃したり、「フォースのかけら」を取得することで必殺ゲージが回復する。
必殺技を使ってウィークポイントゲージを減らすこともできる。
魔力解放
「魔法のツボ」を取得することでのみ回復する魔力ゲージを消費し、一定時間プレイヤーの能力を強化することができる。敵を一定数撃破することで効果時間を延長し、この際に経験値やルピーなどにボーナスが入る。
なお解放中の必殺技は魔力ゲージを全消費するが必殺ゲージは消費しない「ウィークポイントダウン技」となり、命中させた敵に強制的にウィークポイントゲージを表示させることができる。またウィークポイントダウン技を使わずに効果時間が終了した時には別のフィニッシュ攻撃が発生する。

## キャラクター
各キャラクターが扱う武器には炎、水、雷、光、闇の5つの属性があり、それぞれ異なる特定のコマンドで属性付き攻撃を行うことができる。一部の武器は他の属性の攻撃を繰り出せるコマンドもある。また、敵として登場するプレイヤーキャラクターやその他の部隊長、巨大魔獣はそれぞれ固有の弱点属性を持つ。

### プレイヤーキャラクター
リンク (Link)
声：梶裕貴
武器：片手剣（光）、ロッド（炎）、大妖精（水）、グローブ（雷）、マスターソード（光）、エポナ（光）、スピナー（雷）
ゼルダシリーズの主人公で、本作では本編、スカイウォードソード編、終章、最終章の主人公。「勇気のトライフォース」の力を秘めている。
ハイラル王国軍の訓練兵だったがその実力は非常に高く、謎の魔物たちがハイラルを襲った時は剣と盾に戦場へと駆け出した。ハイラル城が魔物たちに乗っ取られた後は、親衛隊長のインパからその勇気とトライフォースの力を認められ、ハイラルを救った勇者が着ていたという緑の服と帽子を託される。そして共に、行方不明となったゼルダ姫を探す旅に出る。後に聖剣マスターソードを手にして、ハイラル侵略をもくろむ魔女・シアとの戦いに臨む。しかしマスターソードの力に魅入られ、その慢心を利用したシアの魔法によって無数のダークリンクを生み出され窮地に陥る。だが自分を助けに来た仲間たちの姿を見て、借り物の力に驕った自分を恥じ、慢心を振り払うことでダークリンクを消滅させた。
上記のように、剣やロッド、グローブなど、原作で用いていたものを中心に様々な武器を扱う事ができる。
ゼルダ (Zelda)
声：世戸さおり
武器：細剣（光）、タクト（雷）、コピーロッド（闇）
ハイラル王国王女。「知恵のトライフォース」の力を秘めている。
物語冒頭では、ハイラル軍を率いつつ自らも細剣を手にして戦う。ハイラル城陥落後は敵の目を欺くため姿を変えてシークと名乗り、リンクたちに同行する。水の神殿を侵略していた偽ゼルダが撃破された後に正体を明かす。
細剣やタクトを手にした素早い立ち回りの攻撃のほか、コピーロッドを用いる際には巨大な石像を操り力強い攻撃を行う。
インパ (Impa)
声：長尾明希
武器：太刀（水）、薙刀（炎）
ハイラル王国親衛隊長でゼルダの護衛役も務める。代々ハイラル王家を支えてきたとされるシーカー族最後の末裔。時のオカリナ編の主人公。
ゼルダ失踪中はハイラル軍全体のリーダー格として行動する。
水属性の太刀や火属性の薙刀を振り回して戦う。
ラナ (Lana)
声：寿美菜子
武器：魔導書（雷）、大樹（水）、召喚の扉（炎）
白の魔女。本作オリジナルキャラクター。活発な性格。トワイライトプリンセス編の主人公。シアから追い出された善の心が実体化した存在。
散り散りになっていたハイラル兵たちをまとめ上げ、フィローネの森を拠点としてウィズロ率いる魔物達と戦っていた。その最中、リンクたちと出会い、シアを倒すべく行動を共にする。
シアが倒された後は魔女として「力のトライフォース」を守護することになるが、ガノンドロフ編ではトライフォースを得ようとする魔王・ガノンドロフに狙われる。
黒の魔女シア編ではガノンドロフ軍と敵対するシアに加勢する。しかしわかり合うことはできず、シアからは今すぐ消えるように追い払われてしまう。
魔導書の使用時は雷の魔法を扱い魔法壁を生成して戦う。大樹を用いた戦闘では木の槍による打撃攻撃のほか、『時のオカリナ』などに登場した巨大樹の精霊・デクの樹サマ由来の「デクの実」や「デクの葉」を武器に使用し、時にはデクの樹サマそのものを呼び出す。召喚の扉を扱う際には四種の魔獣や巨大コッコ（ニワトリ）を呼び出して戦う。
ミドナ (Midna)
声：河本明子
武器：呪具（闇）
『トワイライトプリンセス』に登場した黄昏の姫。
原作では呪いが解けて本来の姿に戻ったが、本作ではシアによって再び姿を変えられてしまう。その後、黄昏の大地を訪れたラナに出会い、シアを求めて同行することになる。
魔法で生み出した狼に乗り、手のように伸びる髪の毛を振り回して戦う。
アゲハ (Agitha)
声：巽悠衣子
武器：日傘（光）
『トワイライトプリンセス』に登場した「虫さん王国のプリンセス」を自称する少女。レジェンドモードに登場する他のキャラクターとは異なり、アドベンチャーモードを進めることでのみ使用可能になる。
カカリコ村で魔物に襲われていたところをラナに助けられ、その後、「導きの蝶」を用いてラナを目的の場所へ導こうとする。
戦いでは、日傘を打撃用の武器に用いながら様々な虫を召喚して攻撃する。
ファイ (Fi)
声：藤村歩
武器：天剣（光）
『スカイウォードソード』に登場した剣の精霊。豊富な知識と高度な分析力を持つ。
スカイロフトにやってきたリンクのことを「マスターとは異なるが同じ存在」と認識し、以降、ハイラル軍に加勢する。
宙を舞うように移動し、自身を剣の姿に変えて強力な攻撃を放つ。
ルト (Ruto)
声：中上育実
武器：魔法具（水）
『時のオカリナ』に登場したゾーラ族の姫。
ビッグポウに操られて暴走したダルニアに幽閉されていたところをインパとシーク率いるハイラル軍に助けられ、ともに水の神殿へ向かう。
水を用いた多彩な広範囲攻撃を行う。
ダルニア (Darunia)
声：高口公介
武器：ハンマー（炎）
『時のオカリナ』に登場したゴロン族の族長。
魔道師・ウィズロの配下に取りつかれて暴走しルトを監禁していたが、ハイラル軍のインパとシークに懲らしめられて正気を取り戻す。その後、解放したルトとともにハイラル軍に合流する。
巨大なハンマーをふるって戦うほか、体を丸めて敵や地面に体当たりする攻撃も繰り出す。
シーク (Sheik)
声：世戸さおり
武器：ハープ（雷）
自らをシーカー族の生き残りと称する謎の人物。
オルディン火山でリンクとインパの前に現れてハイラル軍に同行し、その後インパと共に時のオカリナの世界に潜入する。リンクとインパを信頼して献身的に戦うも、自分以外にシーカー族はいないと考えるインパには疑惑の目を向けられている。正体は本作のゼルダが姿を変えたものだった。
ハープをかき鳴らすことによる広範囲の魔法攻撃や、クナイを用いた間接攻撃を行う。
真のミドナ (Twili Midna)
声：河本明子
武器：鏡（闇）
真の力を取り戻したミドナの本来の姿。Wii U版ではDLCの「トワイライトプリンセスパック」を購入することで、3DS版ではアドベンチャーモードを進めることで使用可能になる。ゲーム内では「ミドナ」として扱われ、上記の名前では表記されない。
3DS版の「緑衣の勇者編」では、影の宮殿から発生する影の力を止めに来たミドナが「黒い結晶」の力で一時的にこの姿になる。
攻撃時は「陰りの鏡」の魔力を駆使し、原作の光の世界と影の世界から様々なものを召喚する。
子供リンク (Young Link)
声：瀧本富士子、檜山修之（鬼神の仮面装着時）
武器：鬼神の仮面（闇）
『ムジュラの仮面』に登場した「時の勇者」。Wii U版ではDLCの「ムジュラの仮面パック」を購入することで、3DS版ではアドベンチャーモードを進めることで使用可能になる。前述のリンクと同様に妖精プロクシィを連れている。レジェンドモードには登場しない。ゲーム内では「リンク」として扱われ、上記の名前では表記されない。
原作の「コキリの剣」を大きくしたような両手剣を手にして戦う。魔力開放や必殺技の使用時には「鬼神の仮面」を装着して「鬼神リンク」に変身し、圧倒的な戦闘能力を発揮する。
チンクル (Tincle)
声：宮田浩徳
武器：風船（炎）
『ムジュラの仮面』などに登場した、自らを妖精の生まれ変わりと信じる35歳独身男性。Wii U版ではDLCの「ムジュラの仮面パック」を購入することで、3DS版ではアドベンチャーモードを進めることで使用可能になる。レジェンドモードには登場しない。
風船を膨らませて飛び回ったり爆発させたりして攻撃するほか、ルピー袋や爆弾など様々な道具を攻撃に用いる。
コッコ (Giant Cucco)
DLCの「ガノンパック」購入後に追加されるチャレンジモード「コッコプレイ」にのみ登場する巨大なコッコ。敵をつついて攻撃し、必殺技では大量のコッコを召喚して前方広範囲の敵を一掃する。

### 敵キャラクター

#### 主要な敵（プレイヤーキャラクター）
魔王 ガノンドロフ (Ganondorf)
声：楠大典
武器：大剣（闇）、トライデント（雷）
ハイラルの支配をもくろむ魔王。デザインは本作オリジナル。神話に語られる時代では彼が「力のトライフォース」を宿していたとされる。
世界各地で4つに分けて封印されている自身の魂の欠片を回収するためシアを陰で操る。のちに3つの欠片を得た時点でシアから離れて実体化し、力のトライフォースを奪おうと魔女の谷に攻め込むが、シアとラナの共闘により退けられる。その後、精神の宮殿でハイラル軍との戦いの末に倒されたかに見えたが、残りの魂の欠片を封じていたマスターソードが抜かれたことで完全復活。ザントとギラヒムの魂を闇の世界から呼び戻して配下に加え、全てのトライフォースを得るためハイラルへの侵攻を開始する。
プレイヤーキャラクターとしても登場し、ガノンドロフ編では主人公となる。
二振りの大剣を両手に持ち、光弾を放つ攻撃や巨大な影を創り出す攻撃で広範囲を巻き込む。トライデントを用いる際には雷の力を使った遠距離攻撃を行う。
黒の魔女 シア (Cia)
声：寿美菜子
武器：宝杖（闇）
本作オリジナルキャラクター。力のトライフォースを守護していた魔女。
神話の中で語られる勇者リンクに執着しており、自身の精神を具現化した精神の神殿には様々な時代のリンクを模した絵や石像が飾られている。そうした心の闇に付け込んだガノンドロフによって善の心を排除され、悪の化身となる。
住処である魔女の谷に乗り込んできたリンクとシークから勇気と知恵のトライフォースを奪い、それらの力で「転生の扉」を開いて異世界の魔物を多数召喚する。その後、トライフォースを狙って敵対したガノンドロフを魔力の解放によって撃退したことに続き、再び魔女の谷に攻め入ったハイラル軍に対してさらに魔力を解放したことで自我を失い暴走するが、敗北後に正気を取り戻し、ラナと言葉を交わした後に、消滅したと考えられていた。
後日談の3DS版「風のタクト編」では闇の世界に追放されていたことが明らかになる。『風のタクト』の世界の魔物・ファントムガノンによって魔力を奪われ完全に消滅しかけていたが、ラナから魔力を注入されて復活し、ファントムガノン打倒のためハイラル軍に加勢する。
2014年9月30日の更新データ配信後からプレイヤーキャラクターとしても使用可能になった。サイドストーリーとなる黒の魔女シア編の主人公。
先端が伸縮し鞭のようにしなる杖で戦う。闇の魔法で敵軍団を一斉に仕留める戦い方を得意としている。転生の扉から、リンクのような姿をした影の存在「ダークリンク」を召喚する攻撃も行う。
灼熱凶戦士 ヴァルガ (Volga)
声：川原慶久
武器：戦槍（炎）
本作オリジナルキャラクター。オルディン火山の竜族を束ねる戦士。
人と竜の2つの姿を持ち、人の時は槍を手にした竜騎士のような格好をしている。武人肌な性格。火山に乗り込んできたシアとの戦いに敗れたあと、闇の力を与えられ配下となった。
最終決戦の中では闇の力を放棄してハイラル軍と戦い、敗北後、武人としての誇りを口にしながら消滅する。
2014年9月30日の更新データ配信後からプレイヤーキャラクターとしても使用可能になった。槍を素早く振りまわす戦闘を得意とし、体の一部または全身を竜に変化させる攻撃手段も持つ。
暗黒魔道師 ウィズロ (Wizro)
声：宮澤正
武器：指輪（闇）
本作オリジナルキャラクター。シアによって創り出された魔道師。
オルディン火山の水晶洞窟に封印されていた指輪にシアが命を吹き込んだ。
処世術に長けた策略家で、本編ではシアの部下として魔物の指揮を執っているが、黒の魔女シア編では2度にわたりシアを裏切る。
2014年9月30日の更新データ配信後からプレイヤーキャラクターとしても使用可能になった。魔法弾を飛ばすなど遠距離戦を得意とする。
影世界の僭王 ザント (Zant)
声：玉木雅士
武器：曲刀（闇）
『トワイライトプリンセス』のキャラクター。影世界の支配をもくろむ影の民。
影の宮殿でミドナが率いる勢力と争っていたところ、突如戦場に現れた黒の魔女軍に敗れ、以降シアに服従する。その後は宮殿にある転生の扉を守護していたが、ラナとミドナによって倒された。後にガノンドロフに魂を呼び戻されて手下となる。
プレイヤーキャラクターとしても使用可能。両手に持った曲刀を振り回す攻撃のほか、影の魔力を用いた奇妙な技の数々を行使して戦う。
魔族長 ギラヒム (Ghirahim)
声：勝杏里
武器：魔剣（闇）
『スカイウォードソード』のキャラクター。天空の世界の魔物を統べる魔族長。
古の巨大魔獣「封印されしもの」を復活させスカイロフトに攻め込んでいたところ、スカイロフト軍に紛れていたシアの中に魔王の気配を感じ、以降シアに服従する。その後は封印の地に降りて転生の扉を守護していたが、リンクとファイによって倒された。後にガノンドロフに魂を呼び戻されて手下となる。
プレイヤーキャラクターとしても使用可能。素早く立ち回りながら片手剣を振るい、無数の小剣を敵に浴びせる攻撃も行う。魔力解放すると、原作の最終戦で見せた魔王の剣の精霊の姿になる。

#### 巨大魔獣
以下の巨大魔獣は特定の攻撃をヒットさせることでダウンし、ウィークポイントゲージが出る（ただし、DLCの「ガノンパック」に登場するダーク巨大魔獣はいかなる方法を用いてもウィークポイントゲージを出さない）。いずれも過去のゼルダの伝説シリーズで大ボスとして登場したモンスター。
轟炎凶角竜 キングドドンゴ（ごうえんきょうかくりゅう キングドドンゴ / Fire Breathing King Dodonga）
『時のオカリナ』の「ドドンゴの洞窟」のボス。溶岩地帯に生息する大型の竜。
初代『ゼルダの伝説』のドドンゴのように体色が黄色で背中のひれが赤くなっている個体が多いが、マップによっては『時のオカリナ』のものと似た個体も出現する。
口から火炎を放射するほか、巨体を丸めて突進する攻撃も仕掛ける。
魔眼鎧殻種 ゴーマ（まがんがいかくしゅ ゴーマ / Arthropod Cyclops Monster Gohma）
カニのような体をした一つ目の多脚魔獣。
「ゴーマ」の名を持つ敵は多くのシリーズ作品で登場するが、本作のデザインはオリジナル。
目玉部分を鎧のように硬い殻で守りつつ、その目玉からビームを発射する。大ジャンプして踏みつけてくることもある。
猛毒邪蝕樹 テスチタート（もうどくじゃしょくじゅ テスチタート / Poisonous Tree Manhandla）
初代『ゼルダの伝説』および『ふしぎの木の実 大地の章』の「古代の遺跡」のボス。胴体から口の付いた4本の触手が伸びている植物の魔物。
胴体部分のデザインは『4つの剣』のボス敵「デグチタート」に近いが、口元や通常時の色合いは初代のものに似ている。
普段は体を硬化させ、こちらの攻撃がほとんど効かない。触手から種を大量に飛ばして攻撃するほか、体を回転させながら突進することもある。
アドベンチャーモードの一部シナリオでは、ステージ上で触手だけが伸びている場合がある（下記参照）。
覚醒炎翼竜 ナルドブレア（かくせいえんよくりゅう ナルドブレア / Twilit Dragon Argorok）
『トワイライトプリンセス』の「天空都市」のボス。鎧をまとった飛竜。
空中から炎を吐いたり、竜巻を起こしたりして攻撃する。原作とは異なり、攻撃を受けても鎧は剥がれない。
封印されしもの (The Imprisoned)
『スカイウォードソード』の「封印の地」のボス。全身が大量の硬い鱗で覆われている巨大な魔物。
原作の第1形態に近いデザインで、原作よりも小柄。
衝撃波を発しながら歩き、時折、落雷攻撃を行う。ダウン状態からの復帰後には周辺を高速で這い回る。
本作では小型種も存在し、アドベンチャーモードの一部チャレンジバトルで部隊長として登場する。
魔獣ガノン (Dark Beast Ganon)
本作のラストボス。赤いたてがみを蓄え、口内からは長い牙が、両肩からはツノが伸び、両腕にコテを装備した巨大な魔獣。ガノンドロフが所持するトライフォースを暴走させて変身した姿。
デザインは本作オリジナルのもので、人間のような両腕を持っているが通常は四足歩行する。
初期段階では両肩のツノからの「ホーンマシンガン」、両腕のコテからの魔力球「ファイアボール」「プラズマボム」、空中からの火炎放射「バーニングブレス」で攻撃し、ツノ、コテ、しっぽの破壊後は巨体を生かした突進、大ジャンプ踏みつけ、赤い雷で攻撃する。
DLCの「ガノンパック」購入後に追加されるチャレンジモード「ガノンプレイ」では専用プレイヤーキャラクターとしても登場する。巨体を生かした格闘技や魔法技のほかに、特定の巨大魔獣を倒すことで入手できる「ボスアタック」と呼ばれる特殊技を用いて戦う。さらに、巨大魔獣に対してのウィークポイントスマッシュではトライデントを使用する。

#### その他の敵
デクババ
植物の魔物。本作では周囲に毒を撒き散らす。弓矢でなければ倒せない。『時のオカリナ』のグラフィックで登場。
ビーモス
魔法の砲台。目からビームを放つ。従来のシリーズの個体と同様にバクダンで破壊可能。デザインは本作オリジナル。
テスチタート触手
テスチタートの触手。アドベンチャーモードの一部アドベンチャーバトルで砦内部に生え、種を吐き出して戦場各地または本拠地を攻撃する。

### 兵士たち
敵または味方側の兵士として相手と戦うキャラクターたち。

#### 雑兵
一部を除き、砦ボス及び拠点兵長はやや大型の個体。
ハイラル兵士 / スカイロフト兵士
人間の兵士。味方として登場することが多い。上級兵士は鉄仮面を、召喚士はフードを被っている。敗走しても、味方の拠点から回復して復活する。
ゴロン族
山に住む種族。本作では『時のオカリナ』のグラフィックで登場。味方側で登場することが多い。上級兵士は鉄兜を、召喚士は植物の冠を被っている。敗走しても、味方の拠点から回復して復活する。
ボコブリン
棍棒を持った赤い鬼。『スカイウォードソード』のグラフィックで登場。上級兵士は盾を持つ。
巨人
味方として登場する超巨大なボコブリン。アドベンチャーモードのごほうびマップで登場、ムジュラの仮面の魔力に憑かれ暴走するラナ達を食い止めるため進軍する。
ブルブリン
緑色の魔物。『トワイライトプリンセス』から登場。上級兵士はキングブルブリンのような姿だが本人よりも小柄。召喚士は仮面を被っている。
キングブルブリン
アドベンチャーモードの黄昏マップなどで部隊長格として登場。上級兵士よりも大柄で耐久力が高い。部下として部隊長格のモンスターを二体引き連れている。条件を満たすと自軍に寝返る場合がある。
スタルベビー
骸骨の魔物。上級兵士はスタルフォスの姿（ゲーム中の名称はスタルベビー）。『時のオカリナ』のグラフィックで登場。召喚士はフードを被っている。
スタル・キータ
アドベンチャーモードのタルミナマップなどで部隊長格として登場。スタルベビーを引き連れ、自軍の総大将に戦いを挑む。条件を満たすと自軍に寝返る場合がある。
コッコ
いわゆるニワトリ。特定の条件を満たすと第3勢力として乱入してくる。上級兵士は体が大きい。
攻撃を加えると、敵勢力となり逆襲をするために多くのコッコを呼び出す。さらに耐久力が高く撤退させるのは困難である。
「緑衣の勇者編」やアドベンチャーモードの一部マップでは味方軍の兵士として登場することがある。

#### 部隊長
これらの部隊長とは敵として戦う場合、特定の攻撃後にウィークポイントが出る。また、味方隊長の体力が減ってくるとプレイヤーに救援要請が入る。また敵味方どちらかの部隊長が相手側戦力によって撃破されるか敗走させられるとその旨が表示される。
ハイラル隊長 / スカイロフト隊長 / 裏切り兵
人間の部隊長。味方側での登場が多い。体力がなくなると敗走してしまう。裏切り兵は一部のシナリオのみで登場し、裏切り指揮官を撃破すると強制的に撤退する。
聖剣の守り人
聖剣の神殿を守護する精霊。レジェンドモードでのみ登場し、なぜかハイラル軍に対し執拗に攻撃を仕掛けてくる。敗走させてもルピー以外のアイテムを落とさない。
ゴロン隊長
声：長島真祐
ゴロン族の部隊長。味方側での登場が多い。体力がなくなると敗走してしまう。アドベンチャーモードではゴロン隊長の中から裏切り兵が出現することもある。
リザルフォス / ダイナフォス
剣を持った、トカゲを擬人化したような魔物。リザルフォスは盾で、ダイナフォスは鎧で武装している。炎を吐く。両者共に『時のオカリナ』のグラフィックで登場。
レジェンドモードの一部ステージには、リザルフォスの大型種・リザルや、ダイナフォスの大型種・ダイナがヴァルガ直属の部下として登場し、人語を話す。
モリブリン / 鉄盾モリブリン
ヤリと盾で武装した肥満体の大柄な魔物。『スカイウォードソード』のグラフィックで登場する。槍を振り回したり投擲したりするほか、体格を生かしたプレス攻撃を仕掛けてくる。
ビッグポウ / アイスビッグポウ
カンテラを持った幽霊。カンテラから魔法弾やエネルギー派を放ってくる。アドベンチャーモードのステージによっては、敵軍に倒されたハイラル隊長の亡霊がビッグポウとして現れることがある。『時のオカリナ』及び『ムジュラの仮面』からの登場。
ガーナイル / サラマンダイル
剣と盾を持ったドラゴン。空中から炎を吐いて攻撃する。『トワイライトプリンセス』からの登場。
タートナック / スタルマスター
タートナックは鎧をまとった騎士で、スタルマスターは4本腕の骸骨剣士。両者とも行動パターンは同じ。 タートナックは『トワイライトプリンセス』、スタルマスターは『スカイウォードソード』のグラフィックで登場。
ギブド / フレイムギブド
包帯を巻いた人型のミイラ。毒液や相手の動きを止める息を吐く。『トワイライトプリンセス』のグラフィックで登場。
金コッコ / 銀コッコ
コッコ軍の部隊長として登場。移動速度が速く、ウィークポイントを出さない。
金コッコは主にコッコの部隊を率いる立場にいるが、子コッコを無事に送り届けることで仲間になったり、食物をもとめて各地の砦を巡るなどの行動に出る者もいる。敗走させることでコッコの襲撃が収まることがある。
銀コッコは戦場の各地をしばらく転々としたのち戦場から撤退する。
ダークリンク
リンクがシアに心の隙を突かれたことで生み出された、リンクを模った敵。倒してもルピーを落とさない。
レジェンドモードではリンクのほかにダークナック、ダークガーナイル、ダークミドナ、ダークザント、ダークシア、ダークドドンゴが登場する。
アドベンチャーモードではほぼ全てのキャラクターにダークバージョンが用意されており、攻撃を加えるたびに分裂したり、操っている敵を倒さない限り無限に復活したりと特殊なパターンも存在する。
Wii U版のチャレンジモードではダーク巨大魔獣も登場。ウィークポイントを一切出さないので直接攻撃を加えるしかない。

### その他のキャラクター
プロクシィ
声：洲崎綾
リンクに同行する妖精。リンクや子供リンクが登場する場面で当人に代わり様々な台詞を言う。
黒の魔女シア編によると、実は大妖精を除く妖精たちの中で最も強力な魔力を持つという。
大妖精
声：清水みか
妖精たちのリーダー的存在。『時のオカリナ』や『ムジュラの仮面』登場時のデザインに近い。
本編ではハイラル軍を自らの魔力で援護する。リンクの武器の一つとしても登場し、大妖精を操作して様々な攻撃を行うことができる。この際、リンクは大妖精所有のビンの中に詰められている。
DLCの「ガノンパック」購入後に追加されるチャレンジモード「ガノンプレイ」「コッコプレイ」では敵として登場する。
ナリシャ
声：不明
『スカイウォードソード』に登場。スカイロフトを守護する鯨のような姿の大精霊。本編のスカイウォードソード編にてリンクたちをサポートする。かぼちゃスープが好物。
ナレーター
声：園崎未恵
レジェンドモードの各シナリオの冒頭と末尾でナレーションを担当している。

## レジェンドモード
本作のメインとなるレジェンドモードは決められたミッションをこなしてシナリオを進めていく。それぞれのシナリオはプレイヤーキャラクターが決まっている（一部は複数から選択）。

### あらすじ
ある朝のこと、ハイラル王女ゼルダのもとに護衛のインパがやってくる。不吉な夢を見たというゼルダが訓練兵を視察していたところ、ハイラルに魔物の大群が押し寄せてくる。それを聞きつけた訓練兵のリンクは戦いに加勢するため城から出撃する。
序章
襲いくる魔物軍とハイラル軍が平原で交戦しているところからゲームは始まる。リンクがハイラル軍として猛然と戦うが、ハイラル城は陥落、ゼルダも忽然と姿を消した。
一行はフィローネの森で若い女性がハイラル軍を率いているとの情報を得て、オルディン火山を抜け、謎の青年シークを味方に加え森へ向かう。その森で戦っていた若い女性・ラナの話をもとに、敵の首領・シアがいるラネール渓谷へ向かう。
そこでシアが3つの異世界をつなぎ、それぞれに転生の扉を設置して魔物を召喚し始めたことを知ったハイラル軍は、3手に分かれてそれぞれの世界の転生の扉を閉じる戦いに向かう。
時のオカリナ編
インパとシークの率いる勢力は神話の大地へ向かう。そこへ妖精が現れルトがゴロン族のダルニアにとらわれているとの情報を聞きつけた一行は、デスマウンテンで敵に操られていたダルニアを懲らしめルトを救出する。この2人を仲間に加え、転生の扉があるハイリア湖の水の神殿へ向かう。
トワイライトプリンセス編
ラナの勢力は黄昏の大地へ向かう。現地で転生の扉を探していた際に助けだした、住人のアゲハの案内に従って進んでいた時、出くわしたミドナに魔女の手先と勘違いされて襲撃される。しかし戦いの末にラナがミドナの誤解を解いたことでミドナの勢力はハイラル軍に合流し、共に転生の扉がある影の宮殿へ向かう。
スカイウォードソード編
リンクの勢力は天空の大地へ向かう。スカイロフトは魔物の大群に攻め入られており、ハイラル軍は現地隊長に加勢して戦うことに。そのさなかでファイと出会い、スカイロフトの魔物軍を率いるヴァルガを退ける。一行はスカイロフトから逃走したギラヒムを追って、封印の神殿へ進軍する。
終章
それぞれの勢力は各地での戦いを終え、無事合流を果たす。その後、シアに対抗するためにマスターソードを得るべく聖剣の神殿へと向かう。ウィズロに操られ暴走した聖剣の守り人を退け、リンクはマスターソードを引き抜き勇者の資格を示す。そうした中ウィズロが二度にわたり襲いかかるが、真の勇者となったリンクの敵ではなく容易く撃破される。
進軍の末に精神の宮殿へとたどり着くが、自分の力を過信し単独行動をとったリンクがシアの罠にかかり窮地に陥る。仲間に助けられたリンクは自らの慢心を省みたのち、マスターソードの真の力を引き出す。シアの軍勢と、奇襲を仕掛けてきたガノンドロフを打ち破り精神の宮殿から脱出したハイラル軍は、ラネール渓谷にてシアとの決戦に臨む。
ガノンドロフ編
シアがハイラル軍に倒されハイラルに平和が戻ったころ、最後の魂の欠片の封印が解けガノンドロフは完全復活を遂げる。その後ガノンドロフはザントとギラヒムを復活させ部下とし、拠点を勢力を求めてゲルド砂漠へと進軍する。そこで猛威を振るったガノンドロフ軍はさらに勢力を拡大させ、トライフォースを奪うためにラネール峡谷とハイラル城へ向けて進軍する。
最終章
ガノンドロフ軍に大敗しトライフォースも全て奪われたハイラル軍だったが、ガノンドロフが不在だという知らせがゼルダに届くと、彼女はすぐさま兵を集めゲルド砂漠へと進軍する。ラナの召喚魔法によって呼び出された異世界の仲間たちの助力もあり、リンクは敵軍を指揮するザントとギラヒムを倒すことに成功する。
その後、ガノンドロフがかつてのハイラル城であったガノン城でなにかの準備をしていると聞いたハイラル軍は、最終決戦に臨むためガノン城へと進軍する。
黒の魔女 シア編
2014年10月16日配信のDLCにより追加されたサイドストーリー。
勇者に心惹かれた時の魔女シアは、その思いをガノンドロフに付け込まれて善の心を追い出され悪の化身と化す。その後、彼女は炎竜ヴァルガを自分の部下とするためオルディン火山へと進軍する。そのさなか、ゴロン族に封じられていた呪いの指輪に人格を与えて魔導士ウィズロとし、自分の部下とする。しかしシアはヴァルガから激しい抵抗を受け、さらにウィズロの裏切りに遭う。シアはこれらを屈服させ、闇の力を注入することで忠誠を誓わせる。その後、シアはヴァルガとウィズロを率いてハイラル城へと進軍する。

### 戦場
バトルによって使用される戦場は異なるが、どの戦場にも10前後の砦と、その間に多数の拠点がある。
ハイラル平原
ハイラル城とその北東部の平原地帯。開けたステージだが、川によって地形が分断されている。
オルディン火山
ゴロン族がすむ活火山内部の洞窟。北東部は鉱山となっている。
フィローネの森
巨木が生い茂る森林地帯で、空中集落がステージになっている。中央部にデクの樹サマがある。
ラネール渓谷
「魔女の谷」と呼ばれる断崖の荒れ地で、北へ向かって登っていく構造。その異名のとおり黒の魔女シアの本拠地でもある。北部は遺跡になっている。
デスマウンテン
『時のオカリナ』より。活火山の登山道となっており、南から北へ上っていく構造。レジェンドモードではゴロン族が上部の砦から投石攻撃を行ってくる。
ハイリア湖畔
『時のオカリナ』より。こちらの世界に転移してきた際にゾーラの里と結合してしまった。北部は氷に覆われたゾーラの里、中部は湖畔エリア、南部は湖底に沈む水の神殿となっている。
黄昏の大地
『トワイライトプリンセス』より。見通しの良い平原地帯で南西部にはカカリコ村があり、北西にはオルディン大橋がかかる。レジェンドモードではマップの大部分が影の領域となっており、砦を制圧して解除する必要がある。
影の宮殿
『トワイライトプリンセス』より。ミドナがすむ影世界の宮殿で、独特の雰囲気が漂う。
スカイロフト
『スカイウォードソード』より。天空に浮かぶ島。マップは細長く、南東部は市街地、北西部は廃墟。女神像の中にも部屋がある。
封印の地
『スカイウォードソード』より。中央部のらせん状の道が特徴的で、その周りに砦がいくつかある。北部は封印の神殿。
聖剣の神殿
ハイラル西端にある、マスターソードが封印されている神殿。南北対称のマップで西側が市街地跡、東側が神殿内部。
精神の宮殿
シアの精神世界が異空間で宮殿となって実体化したもの。南部はバラが咲く庭園、北部は宮殿内部で時空が歪みねじれている。
ゲルド砂漠
死の谷の先に広がる砂漠地帯。南北2か所の開けたエリアにオアシスが点在し、南西にゲルドの集落、北東に処刑場がある。
ガノン城
ガノンドロフによって占領されたハイラル城。魔力によって平原地帯も溶岩が流れる禍々しい様相になっている。地形はハイラル平原とほぼ同じ。

## アドベンチャーモード
アドベンチャーモードは初代「ゼルダの伝説」をモチーフにしたマップを探検する。ハイラル全体は東西16、南北8の128エリアからなり、1エリアに1つのステージが割り当てられ、ステージをクリアして探索範囲を広げたり、報酬で新たなキャラクターや武器などを解禁していき、どこかに潜む闇の支配者を倒すことが目的となる。
各ステージではクリア成績のランク付けがあり（クリアタイム、クリアまでの撃破数、被ダメージで計算される）、Sランク獲得報酬があるなどやりこみ要素が強い。また、マップ探索では怪しい個所を対応するアイテムカードを使って調べることでステージクリア報酬を解禁したり、隠れている敵を出現させたり、新たなエリアへの進路を開通させることができる。
有料ダウンロードコンテンツでは表マップと同じ地形でミッションを新たに配分し直した「裏アドベンチャーマップ」や、トワイライトプリンセスをモチーフにした「黄昏マップ」、ムジュラの仮面をモチーフにした「タルミナマップ」が購入でき、表マップ同様の方法で探索していく。

### マップ各種
冒険マップ（表）
8×16の表で全128エリアを探索する仕様になっており、初代『ゼルダの伝説』をモチーフにした作りになっている。
探索を進めることにより、様々な操作可能キャラクターが仲間になる。
冒険マップ（裏）
「“裏”ゼルダ無双パック」を購入することでプレイできる。マップは表の冒険マップと同じ構造。
バトルの条件に「短時間でクリア」「回復禁止」「ガード禁止」「攻撃アイテム使用禁止」「攻撃をすべてかわす」の5種類の「裏ルール」が追加されており、難易度が上昇している。
黄昏マップ
『トワイライトプリンセス』をモチーフにしたマップ。「トワイライトプリンセスパック」を購入することでプレイできる。
「トワイライトルール」と呼ばれる「必殺技の使用禁止」「魔力解放禁止」「攻撃アイテムの使用禁止」の3種のルールと新たなアイテムカードが追加され、マップの一部が影の領域に覆われている。
影の領域影響下では、ミニマップ上に敵の位置が表示されないが、「光の雫」を使用すると影の領域を解除でき、「トワイライトルール」が適用されなくなる。一方で「影の雫」を使用すると、影の領域が復活し「トワイライトルール」が適用される。
タルミナマップ
『ムジュラの仮面』をモチーフにしたマップ。「ムジュラの仮面パック」を購入することでプレイできる。
制限時間カウンターが追加され、バトルを行うとカウントが減少する。カウントがゼロになると月が落下し、攻略したマップがリセットされ、再び攻略をすることになる。ただし、攻略済みの撃破報酬やフクロウ像のあるマップはリセットされない。
新たなアイテムカードを駆使して、東西南北に位置する巨人を開放し、黒幕を倒して月の落下を阻止することが目的となる。
ごほうびマップ
「レジェンドモード」及び「アドベンチャーモード」で、黄金のスタルチュラを集めてイラストを完成させることで出現するマップ。
全部で8種類のミッションが存在している。

### チャレンジバトル
プレイヤーキャラクターのみで指定されたミッションをこなすバトル。以下の12種類がある。
「チャレンジモード」に似たルールが多い。
10分以内で指定数撃破
制限時間内にフィールドにいる敵を指定数倒す。
すべての敵を撃破
指定された3つの砦を順番に回り、そこで出てくる敵をすべて倒す。出現敵は隊長格の敵やキャラクターが大半だが、巨大魔獣が出てくることもある。
クイズ
指定された3つの砦を順番に回り、出現する2体の敵から出題されるクイズの正解になっている方を倒す。
時間内に巨大魔獣をすべて撃破
フィールドにいる2～3体の巨大魔獣を10分以内にすべて倒す。レベルが高くなると複数種類の巨大魔獣が同時に出てくる。
油断厳禁!スリリングバトル
1度攻撃を受けると瀕死状態になるという特殊ルールのもと、敵隊長を指定数倒す。敵隊長は何体か倒すごとに増援として順次出現する。
暴風!ラッシュバトル（裏マップ以降）
制限時間内戦い続け、撃破数を計測する。指示された敵隊長やキャラクター、巨大魔獣を撃破していくと新手が出現する。
鉄壁!ガーディアンバトル（裏マップ以降）
陥落寸前状態の味方軍砦が陥落しないように注意しながら、砦に攻めてくる敵隊長をすべて倒す。
一閃!シンクロバトル（黄昏マップのみ）
複数現れた敵隊長やキャラクターを同時に倒す。体力に差が出ると回復するが、低下させれば回復しなくなる。同時に倒せなかった場合は、残った敵が倒された敵の魂を吸収して体力を回復する。
蔓延!スプレッドバトル（黄昏マップのみ）
ダメージを与え続けると分裂する敵隊長キャラクターをすべて倒す。
奔走!エスコートバトル（黄昏マップのみ）
工作兵によって強化された敵本拠地までボムチュウを誘導する。
結成!チームバトル（黄昏マップ以降）
キャラクターに接触したり加勢して仲間に加え、敵対したキャラクターを倒す。
競争バトル（タルミナマップのみ）
時間制限内に第三勢力より多くのスコアを稼ぐことが目的。競争の種類は、「撃破数競争」「ルピー競争」「砦制圧競争」の三種類が存在する。

### アドベンチャーバトル
レジェンドモードのように、味方キャラクターとともに敵軍と戦うバトル。

#### レジェンドモードとの違い
レジェンドモードにない要素として以下の点がある。
ボス部屋のカギ
ステージによっては敵本拠地の扉が閉まっていることがあり、その場合はボス部屋のカギを手に入れなければならない。ボス部屋のカギは特定の敵砦を落とすことで宝箱から手に入る。
妖精と結界
ステージによっては特定の敵砦に結界がかかっているときがあり、プレイヤーキャラが中にいると徐々にダメージを受ける。これを解除するには結界と同じ属性の妖精をビンで使わなければならない。妖精はどこかの敵砦にとらわれており、制圧することで救出できる。
アドベンチャーバトルは最初のミッションで以下のように大別される。これらのうちいずれかに成功すれば敵本拠地が開門し敵総大将と対決できるようになり、敵総大将を倒せばクリアとなる。なお、「大決戦!●●に潜みし●●を撃破せよ!」では敵総大将撃破後に巨大魔獣1体が召喚され、それを倒すと勝利になる。
敵戦力の低下
指定された敵砦をすべて制圧する。敵砦からは時々強力な敵兵（強化状態の隊長）が現れ、出現元の砦を落とすと弱体化し、敵隊長を倒すとその敵隊長の軍団は撤退する。
味方砦の防衛
指定された味方砦に進軍してくるボムチュウをすべて破壊する。自爆した場合はその砦を再制圧すればクリアとなる。
敵総大将の誘い出し
指定された敵隊長をすべて倒す。キャラクターでない指定敵隊長は種類が表示されて体が白っぽくなっており、そうでない敵隊長と容易に判別可能。
孤立した味方の救出
指定された敵砦のいずれかを制圧して開門し、味方隊長と交戦する指定敵隊長を倒す。このミッションの場合、味方本拠地がなく、敗北条件は総大将および救出対象いずれかの敗走となる。
2つの敵軍団
敵軍と別に第3勢力がいる場合、進軍するどちらかの軍の指定敵隊長を倒すとクリアでその敵の属する勢力の本拠地が開門する。
やる気を上昇させている敵隊長の撃破（裏以降）
指定された敵隊長をすべて倒す。このミッションでは味方本拠地がなく敗北条件は総大将の敗走のみとなる。また、味方隊長が敗走するとしばらくの間敵軍のやる気が上がる。
裏切り指揮官の撃破（裏以降）
指定された敵砦のいずれかにランダムで裏切り指揮官が潜伏しており、それを制圧して指揮官を引きずり出し、すべて撃破する。最後の一人が倒されるまでの間、一定時間ごとに味方軍の一部が裏切るほか、指定砦から裏切り兵が現れる（裏切り指揮官を倒すとその裏切り兵の部隊は撤退する）。
混乱する軍団の撃破（黄昏以降）
バトルが始まってから敵勢力の中で裏切りが発生して第3勢力が登場するので、2つの軍を合わせた指定敵隊長をすべて倒すと敵本拠地と第3軍本拠地が開門する。第3勢力には味方軍を勧誘する敵隊長がおり、勧誘の開始からしばらくすると味方軍の一部が裏切る。

## 開発
開発のきっかけは、任天堂キャラクターで無双系ゲームを作ろうと考えていた、オメガフォースのチームリーダーでコーエーテクモゲームスの副取締役である鯉沼久史に、Team NINJAのプロジェクトリーダーの早矢仕洋介が「ゼルダで無双を作ったら面白くなるのでは?」と声をかけたことによるものである。企画を任天堂に持ち込んだところ「アクションゲームに特化したゼルダを作ってほしい」との声が返ってきたためコラボレーションが実現した。ガンダム無双開発以降さまざまなコラボ無双を作ってきたが、社内一丸で作らないと無理だろうと考え、オメガフォースとTeam NINJAとで本作のための開発チームを編成。さらに任天堂側から青沼英二がスーパーバイザーとして参加した。

## ゼルダ無双 ハイラルオールスターズ
『ゼルダ無双 ハイラルオールスターズ』（ゼルダむそう ハイラルオールスターズ、英題:Hyrule Warriors Legends）は、コーエーテクモゲームスより2016年1月21日に発売されたニンテンドー3DS用アクションゲーム。ダウンロードコンテンツを含めたWii U版の内容に新要素を加えて3DS用に移植された。

### 3DS版の主な追加・変更要素
レジェンドモードのシナリオの追加
緑の衣を着た少女・リンクルの冒険を描いた本編のサイドストーリー「緑衣の勇者編」と、『風のタクト』の世界を舞台とした本編の後日談「風のタクト編」が追加されている。
アドベンチャーモードのマップの追加
『風のタクト』を題材にした「大海原マップ」のほか、DLCを購入することで、「“裏”大海原マップ」など様々なマップを追加できる（詳細は後述）。
プレイヤーチェンジ
下画面に表示されるキャラクターの顔アイコンをタッチすることで、操作キャラクターを切り替えることができる。非操作時のキャラクターはマップ上で移動先を指定することが可能。
オカリナワープ
3DS版専用のアイテム「オカリナ」を使用することで、戦場の各所にある「大翼の石像」のもとにワープできる。この「大翼の石像」はアドベンチャーモードの「タルミナマップ」に存在するものとは別物。
スマッシュブーストパワー
巨大なボスとの戦闘中に他の仲間が集まると「スマッシュブーストパワー」が発動して有利に戦えるようになる。人数が増えるごとに、魔力ゲージの回復、ウィークポイントゲージの減少度合いの増加、与えるダメージの増加、の効果が加わる。
マイフェアリー
アドベンチャーモードで、妖精「マイフェアリー」を仲間にできる。このマイフェアリーは、「フード」（飲食物）を与えることで成長し、バトル中に使える様々なスキルを習得する。また、「フェアリーウェア」（衣服や装身具など）の装着により能力を強化できる。仲間にできる人数は初期段階では3人（配信限定の妖精を含めると6人）までだが、アドベンチャーモードのマップを1つクリアするごとに上限が増える。
アイテムの追加
前述の「オカリナ」のほか、レジェンドモードの「風のタクト編」では、叩きつけて攻撃する「ハンマー」を入手できる。
Wii U版から無くなった要素
「チャレンジモード」は収録されていない。また、2人協力プレイはできない。

### 3DS版より登場するプレイヤーキャラクター
以下のキャラクターは3DS版に同梱されているキャラクター追加コードを入力するか、配信中の「Newキャラクターパック」を購入することでWii U版でも使用可能。
リンクル (Linkle)
声：小松未可子
武器：ボウガン（炎）、ブーツ（雷）
本作オリジナルキャラクター。レジェンドモードの「緑衣の勇者編」の主人公。自身を勇者の生まれ変わりと信じるコッコ飼いの少女で、ハイラル城の異変を聞きつけ、不思議なコンパスを手にして旅に出る。道に迷いながらも、行く先々の戦いでリンクの仲間達やハイラル軍に協力する。
ボウガン使用時にはリンクル周辺の広範囲を攻撃し、ブーツ使用時には雷を纏った蹴り技で敵に突進する。
元々はリンクの女性版として制作され、Wii U版のゼルダ無双に登場させる計画もあったが、その当時は没案となった。
スタルキッド (Skull Kid)
声：松本さち
武器：オカリナ（闇）
『ムジュラの仮面』などに登場した魔物の子供。「ムジュラの仮面」を被り、原作に登場したチャットとトレイルと思われる妖精を引き連れている。「緑衣の勇者編」では、森に迷い込んだリンクルからコンパスを奪って逃げる。
オカリナを用いて戦うほか、月を召喚して蹴飛ばしたり、『トワイライトプリンセス』で使役していた人形を呼び出すなどして攻撃する。
トゥーンリンク (Toon Link)
声：松本さち
武器：片手剣（光）、サンドロッド（炎）
『風のタクト』に登場した「風の勇者」。レジェンドモードには登場しない。ゲーム内では「リンク」として扱われ、上記の名前では表記されない。
さまざまな剣技を用いて戦う。サンドロッドの使用時は砂の塊を操るほか、『大地の汽笛』に登場した「神の汽車」を召喚して多くの敵を攻撃できる。
他のリンク同様台詞は一切話さず、代わりに『風のタクト』に登場した妹のアリルが「海賊のお守り」を通して喋る。
テトラ (Tetra)
声：橘ひかり
武器：カトラス（水）
『風のタクト』に登場した海賊団のリーダーを務める少女。魔物と戦っている最中にリンクと出会い行動を共にするが、巨鳥・ジークロックに連れ去られてしまう。
素早いフットワークでカトラスと水属性の銃弾を放つ銃を駆使して戦う。
ハイラル王 (King Daphnes)
声：丸山詠二
武器：帆（水）
『風のタクト』に登場したハイラル王国最後の王。本名はダフネス・ノハンセン・ハイラル。ジークロックを退けたリンクたちの前に現れ、助言を与える。
水と風の力を宿した帆を振りまわして戦い、一部の攻撃では「赤獅子の王」の姿になる。
メドリ (Medli)
声：たかはし智秋
武器：ハープ（光）
『風のタクト』に登場した鳥のような種族「リト族」の少女。原作では大地の賢者として覚醒する。Wii U版、3DS版共に、2016年5月19日の更新データ配信後から使用可能になった。レジェンドモードには登場しない。
飛翔しながら素早く移動し、風を巻き起こしたりハープを奏でたりして広範囲を攻撃する。
マリン (Marin)
声：青木瑠璃子
武器：ベル（水）
『ゼルダの伝説 夢をみる島』のヒロインで、コホリント島に住む少女。DLCの「夢をみる島パック」を購入することで使用可能になる。本作では唯一となる2D作品から登場したキャラクター。レジェンドモードには登場しない。
手にした大きなベルを振り回し、打撃攻撃や水しぶきで攻撃する。また、原作に登場する巨大魚「風のさかな」を召喚した広範囲の攻撃も行う。
トゥーンゼルダ (Toon Zelda)
声：橘ひかり
武器：守り人の剣（光）
『大地の汽笛』に登場したハイラル王国の王女。DLCの「夢幻の砂時計+大地の汽笛パック」を購入することで使用可能になる。レジェンドモードには登場しない。
ゲーム内では「ゼルダ」として扱われ、上記の名前では表記されない。原作では敵の策略により肉体を奪われ、魂だけの存在となってしまう。
本作では、原作のように「神の塔」の守護者「ファントム」に乗り移った状態で戦う。大剣を用いた攻撃のほか、巨体を鉄球に変化させた体当たりや、光の魔力による広範囲攻撃を行う。
ラヴィオ (Ravio)
声：斎賀みつき
武器：ハンマー（闇）
『神々のトライフォース2』に登場したウサギの覆面姿の商人。DLCの「神々のトライフォース2パック」を購入することで使用可能になる。レジェンドモードには登場しない。
メインの武器であるハンマーに加え、アイスロッド、バクダン、ブーメランなど、原作で自身が販売していた道具を駆使して戦う。
ユガ (Yuga)
声：荻野晴朗
武器：額ぶち（雷）
『神々のトライフォース2』に登場したロウラル王国の司祭。DLCの「神々のトライフォース2パック」を購入することで使用可能になる。レジェンドモードには登場しない。
杖による雷魔法の攻撃のほか、額ぶちから様々なものを召喚して攻撃する。

### 3DS版で登場する巨大魔獣・敵キャラクター

#### 巨大魔獣
大怪鳥 ジークロック（だいかいちょう ジークロック / Great Bird Helmaroc King）
『風のタクト』の「魔獣島」のボス。顔に仮面をつけた巨大な鳥の魔物。空中からの羽ばたきや、くちばしによるつつきで攻撃してくる。
ファントムガノン (Phantom Ganon)
『風のタクト』の「魔獣島」「ガノン城」の中ボス。大剣を振るう幽体の魔物。原作よりも巨大。
ストーリーの後日談を描いた風のタクト編ではラストボスとして登場。闇の世界を漂っていたシアから魔力を奪い、彼女を通してラナが持つ力のトライフォースの存在も知り奪い取った。そしてハイラルに風のタクトの世界を出現させることで侵略を始める。体力が多いうちは原作同様分身しての薙ぎ払い攻撃や光弾のラリーを仕掛け、体力が減ると二刀流になる。
絶対的な防御力によってあらゆる攻撃が通じなかったが、ラナたちの協力を得たシアによって破られる。最期はリンク、ラナ、テトラ、ハイラル王の絆の前に敗れ去った。

#### 部隊長
オヤブリン / 石鎧オヤブリン
棍棒を持った大柄な魔物。『大地の汽笛』のグラフィックで登場する。石製の鎧を纏った石鎧オヤブリンや、その大型種「オヤブン」もいる。

#### 雑兵
プチブリン
槍を持った小型の魔物。上級兵士は盾と兜を装備している。
茶コッコ
『緑衣の少女編』で味方として登場する茶色のコッコ。

### 3DS版で追加されたレジェンドモードのシナリオ

#### あらすじ
緑衣の勇者編
本編および黒の魔女シア編のサイドストーリーにあたる。自らを勇者の生まれ変わりと信じてやまない少女リンクルは、ハイラル城の異変を聞くなり勇者の使命を果たすため意気揚々と村を出発。道に迷った先々で困難を解決しながらハイラル城を目指す。
風のタクト編
最終章から続くストーリー。新たに発生した異次元世界の調査のためリンクは魔獣島へ向かう。そこで仲間とはぐれた海賊の少女・テトラと出会い共に魔物と戦うが、そのさなか、大怪鳥・ジークロックが現れテトラがさらわれてしまう。行方を追って辿り着いたゲルド砂漠では、消えたシアの手掛かりをつかむべく行動していたラナと合流、そこでジークロックを撃破しテトラを救出する。その後、リンクたちの前にハイラル王が現れ、助言を受けた一行は異次元世界に潜む悪しき存在のもとへ向かう。

#### 戦場
魔獣島
『風のタクト』より。魔獣島（北西エリア）・タウラ島（南東エリア）・竜の島（北東）が結合している。レジェンドモードでは各地を「ブサイク岩」がふさいでおり、破壊して進軍ルートを確保する必要がある。
風と大地の神殿
『風のタクト』より。風の神殿と大地の神殿が結合した屋内ステージ。南側が風の神殿、北側が大地の神殿で、中央に両神殿のボス部屋が結合した大広間がある。レジェンドモードでは進軍ルートを確保するためにキャラを切り替えて謎を解く必要がある。
ハイラル平原（崩壊）
レジェンドモードの最終章エピローグの舞台となった、ガノンドロフの支配を退けた直後のハイラル平原。マップの形状は既存のハイラル平原やガノン城と同じ。

### 3DS版で追加されたアドベンチャーモードのマップ
大海原マップ
『風のタクト』をモチーフにしたマップ。「海のジャマもの」がいる場所のバトルでは、不利な条件を課される「大海原ルール」が発生する。
“裏”大海原マップ
『風のタクト』をモチーフにしたマップ。「“裏”風のタクトパック」を購入することでプレイできる。さらに不利な条件を課される「呪いの海ルール」が多くのバトルで発生する。
コホリントマップ
『夢をみる島』をモチーフにしたマップ。「夢をみる島パック」を購入することでプレイできる。「悪夢」がある場所ではバトルを行えないため、各所にある8種類の「セイレーンの楽器」を用いて悪夢を振り払う必要がある。楽器を使用すると種類に応じた「セイレーンパワー」が発動し、プレイヤーに有利な効果がマップ全域に発生する。すべての楽器を手に入れて使用することで「タマゴカウンター」が増え、ラストボスが待つマップへ行けるようになる。クリア後は「セイレーンパワー」の効果が2倍になる。
大冒険マップ
『夢幻の砂時計』と『大地の汽笛』をモチーフにしたマップ。「夢幻の砂時計+大地の汽笛パック」を購入することでプレイできる。マップの中央に「夢幻の砂時計カウンター」が表示されており、バトルを3回行うごとに砂時計の砂が下に落ちる。全部で9回行い砂が全て落ちると、どのバトルもSランクでないと先に進めなくなる状態になってクリアが難しくなるが、巨大魔獣が登場する特定のバトルをクリアすると元に戻る。
ロウラルマップ
『神々のトライフォース2』をモチーフにしたマップ。「神々のトライフォース2パック」を購入することでプレイできる。西にハイラル、東にロウラルの世界があり、全体マップの中央で2つに分断されている。分断地点にある「キレツ」部分でアイテムの「壁画」を用いることで互いを行き来できる。

## ゼルダ無双 ハイラルオールスターズ DX
『ゼルダ無双 ハイラルオールスターズ DX』(ゼルダむそう ハイラルオールスターズ デラックス)は、コーエーテクモゲームスより2018年3月22日に発売されたNintendo Switch用アクションゲーム。Wii U版とニンテンドー3DS版のDLCを含む全ての内容を統合し、後述の新規要素が加えられている。

### Switch版の主な追加・変更要素
- マイフェアリーモードの表現が2Dから3Dへ変更
- 『ゼルダの伝説 ブレス オブ ザ ワイルド』のリンク・ゼルダの衣装が追加
- 3DS版後に発売された各種amiiboに対応
- アドベンチャーモードで入手したことのあるアイテムカードをルピーで購入できるようになるショップが追加